# Кирстен Флипкенс
Кирстен Флипкенс  (на нидерландски: Kirsten Flipkens) е професионална тенисистка от Белгия.
През 2003 г. Кирстен Флипкенс печели юношеските турнири „Уимбълдън“ и „Откритото първенство на САЩ“, с което печели наградата за най-пробивна млада тенисистка в края на същата календарна година. През 2002 г. белгийската тенисистка печели отново „Откритото първенство на САЩ“ за двойки, този път партнирайки си с по-малката сестра на бившата номер 1 Ким Клайстерс – Елке.
През 2006 г. за първи път младата надежда на белгийския тенис попада в разширения състав на представителния отбор на страната си за „Фед Къп“. Отново през 2006 г. белгийската тенисистка дебютира на турнир от Големия шлем „Откритото първенство на Франция“. На този турнир тя достига до втория кръг на надпреварата, в който е отстранена от далече по-опитната си съперничка Флавия Пенета. През лятото на 2006 г. Флипкенс пътува за Ню Йорк, за да участва на „Откритото първенство на САЩ“, където в първия кръг побеждава Алина Жидкова, а във втория е надиграна от бъдещата полуфиналистка – сръбкинята Йелена Янкович.
В кариерата си на професионална тенисистка, Кирстен Флипкенс има десет шампионски титли от календара на Международната тенис-федерация (ITF). Освен това, белгийката е регистрирала и седем поражения, последното от които е срещу хърватската тенисистка Каролина Шпрем на 1 март 2009 г. в Биберах, Германия.